# Region Wschodni (Kamerun)

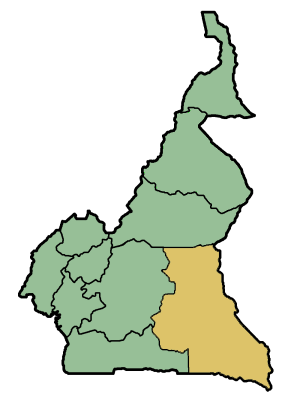
Położenie Regionu Wschodniego na mapie Kamerunu

Region Wschodni (ang. East Region, fr. Région de l’Est) – region Kamerunu. Jego stolica to Bertoua. Obszar 109 011 km² zamieszkuje około 517 tys. ludzi (1987).

## Geografia

### Geologia
Dominującym rodzajem gleby w regionie są gleby laterytowe, bogate w żelazo i glin. Na południu występują gnejsy, łupki, miki i migmatyt. Na północy występuje granit. Mimo bujnej roślinności region nie jest szczególnie użyteczny dla rolnictwa, ponieważ gleby zawierają niewielką ilość próchnicy, co jest spowodowane wysoką wilgotnością, która przyczynia się do wypłukiwania składników mineralnych.

### Warunki wodne
Najważniejsze rzeki regionu to Nyong na środkowym zachodzie, Dja na południowym zachodzie, Lom na północnym wschodzie, Kadéï na południowym wschodzie, Boumba na południowym wschodzie, Sangha i Ngoko na południowym wschodzie. Do zlewiska Atlantyku należą rzeki Nyong i Lom, pozostałe zaś należą do zlewni Konga. Wszystkie cieki wodne charakteryzują się niewielkim spadkiem.

### Ukształtowanie terenu
Niemal cały obszar regionu zajmuje Wyżyna Południowokameruńska, której wysokość waha się przeważnie między 500 a 1000 m n.p.m. z lokalnymi obniżeniami do wysokości 200–500 m. Teren jest lekko pofalowany, zaś wzniesienia są nazywane przez mieszkańców połówkami pomarańczy, za sprawą podobieństwa do tych owoców.

### Klimat
Klimat na terenie regionu charakteryzuje się wysokimi średnimi temperaturami (24˚ C) i brakiem pór roku. Występują dwie pory suche - od grudnia do maja i lipca do października, oraz dwie pory deszczowe - od maja do czerwca i od października do listopada. Roczna suma opadów wynosi 1500 – 2000 mm.

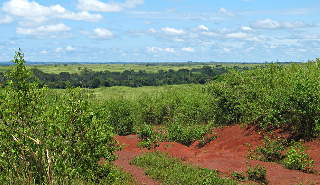
Sawanna w okolicach Bertoua

## Demografia

### Rozmieszczenie ludności
Region z ludnością liczącą 517 198 mieszkańców w 1987 r. pozostaje najrzadziej zaludnionym obszarem Kamerunu. Na większości terenu gęstość zaludnienia jest mniejsza niż 5 osób na km². Jest to spowodowane dużym zalesieniem i występowaniem owadów przenoszących choroby - komarów i meszek.
Większość mieszkańców regionu zamieszkuje wsie i miasteczka wzdłuż głównych dróg przecinających region. Tam gęstość zaludnienia osiąga 20 osób na km², a nawet do 60 osób na km² na obszarze pomiędzy Bertoua a Batouri.
Typowe domy są wznoszone z cegieł suszonych w słońcu i krytych rafią lub blachą.

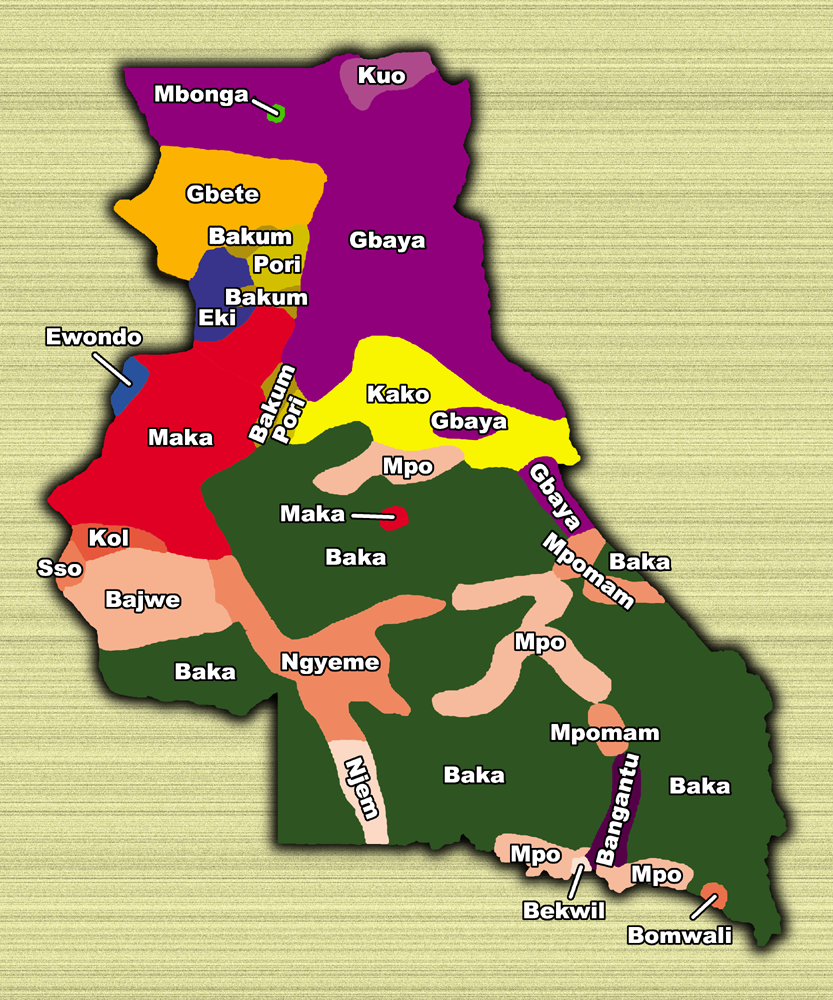
Rozmieszczenie poszczególnych grup etnicznych na terenie regionu

## Gospodarka

### Przemysł
Główną gałęzią przemysłu regionu jest przemysł drzewny. Warunki naturalne sprawiły, iż europejskie i afrykańskie przedsiębiorstwa intensywnie eksploatowały tutejsze lasy tropikalne. Jednakże taka gospodarka spowodowała wyczerpanie zasobów i zmusiła przedsiębiorców poszukujących surowca odpowiedniej jakości do przeniesienia się w głąb kontynentu - do Kongo i Republiki Środkowoafrykańskiej. Wykorzystują oni wciąż wybudowaną wcześniej sieć drogową regionu do transportu drewna do kameruńskich portów morskich. W regionie istnieje kilka tartaków - wokół Bélabo, Dimako i Mindourou.
Ostatnio odkryto złoża złota koło Bataré-Oya, kobaltu koło Lomié, żelaza i glinu.
W Bertoua mieści się fabryka oleju z orzechów arachidowych.

### Transport
Rozległe tereny regionu pokrywa bardzo skromna sieć transportowa. Jeśli nie liczyć kilku prywatnych dróg służących do transportu drewna, to przez region biegną jedynie trzy główne drogi. Droga nr 10 biegnąca z Jaunde przez Ayos do Abong-Mbang, Doumé, Dimako, Bertoua i Batouri, potem do Ndélélé w pobliżu granicy Republiki Środkowoafrykańskiej, Gari-Goumbo, Yokadouma i Moloundou na granicy z Kongiem. Kolejna droga biegnie z Abong-Mbang do Mindourou i Lomié. Choć drogi te są utwardzone, ich przejezdność zależy od pory roku. Trzecia droga - z Bertoua do Garoua-Boulaï na granicy z Republiką Środkowoafrykańską - została utwardzona w 1997 z funduszy Unii Europejskiej. Jedynym transportem publicznym funkcjonującym na tym terenie są prywatne busy.
Przez region, koło Bélabo, przebiega linia kolejowa z Jaunde do Ngaoundéré. W Bertoua jest lokalne lotnisko. Rzeka Nyong jest żeglowna w porze deszczowej od Abong-Mbang do Mbalmayo w Regionie Centralnym.

### Turystyka
Z powodu dużych odległości i słabej infrastruktury transportowej region nie stanowi popularnego celu dla turystów. Dzieje się tak, choć można tu zobaczyć niemal nietknięte lasy deszczowe. Organizacje pozarządowe, takie jak Ecofac czy World Wildlife Fund, podjęły ostatnio starania, by spopularyzować ten region jako cel ekoturystyki. Skupiają się głównie na tutejszych parkach narodowych i rezerwatach, a zwłaszcza Rezerwacie Dja. W 2003 organizacja CIAD rozpoczęła projekt mający przyzwyczaić goryle do obecności turystów, oglądających je w ich naturalnym środowisku. Jednak korupcja władz lokalnych przyczyniła się do zakończenia tej inicjatywy.

## Administracja i warunki społeczne

### Administracja lokalna

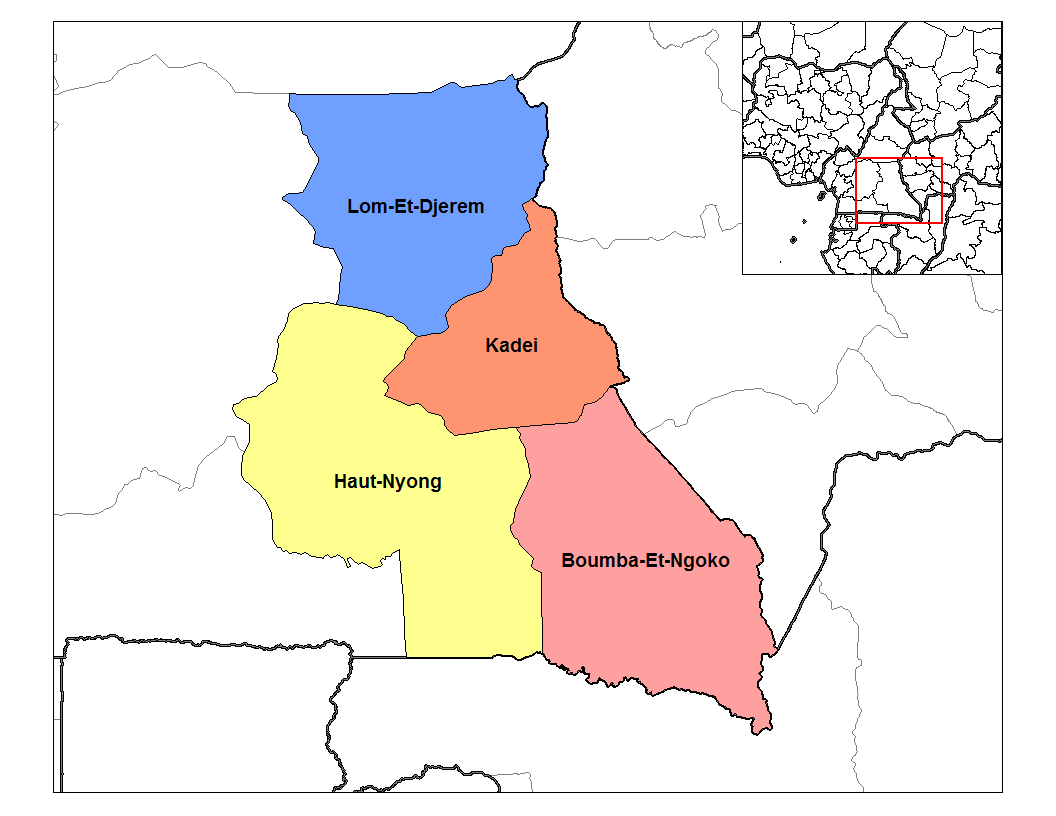
Departamenty Regionu Wschodniego

Region jest podzielony na cztery departamenty: Boumba-et-Ngoko ze stolicą w Yokadouma, Haut-Nyong ze stolicą w Abong-Mbang, Kadey ze stolicą w Batouri i Lom-et-Djérem ze stolicą w Bertoua. Na czele regionu stoi mianowany przez prezydenta gubernator. Na czele departamentu stoi prefekt, także mianowany przez prezydenta.

### Szkolnictwo
Trudno oszacować, jaka część młodzieży regionu uczęszcza do szkoły, lecz z pewnością liczba ta jest wyższa w miastach niż na wsi. Sieć szkół podstawowych jest dość gęsta, ale szkoły średnie mieszczą się jedynie w miastach i większych wsiach, co zmusza uczniów ze wsi do dalekich podróży lub pozostawania przez rok szkolny z dala od domu i opłacania wynajmu mieszkania, co w połączeniu z wysokimi jak na możliwości ludności opłatami za szkołę zniechęca do kontynuowania edukacji po ukończeniu szkoły podstawowej.

### Opieka medyczna
Za sprawą gęstych lasów i równikowego klimatu w Regionie Wschodnim występują choroby tropikalne. Jest to przede wszystkim malaria, która jest główną przyczyną zgonów w regionie. Poza tym obecne są denga, nicienica, dur brzuszny i gruźlica. W latach 1997–1998 na południowym wschodzie w okolicach Ngoila zanotowano wybuch epidemii gorączki krwotocznej, która mogła być spowodowana przez wirus Ebola. WHO do dziś nie potwierdziła, jaki wirus ją spowodował.
Jak w niemal całej Afryce subsaharyjskiej, złe warunki sanitarne przyczyniają się do rozprzestrzeniania się i innych chorób, jakschistosomatoza, bruceloza, WZW typu A, biegunka pełzakowata i lamblioza.
W ostatnich latach rozprzestrzenia się epidemia HIV. Przyczynia się do tego w dużej mierze spory ruch ciężarówek przewożących drewno, co wspiera rozwój prostytucji przydrożnej. Według badań rządowych aż 18% kierowców i 30% prostytutek jest nosicielami wirusa.
W latach osiemdziesiątych XX wieku rząd podjął starania, by zwiększyć ilość szpitali i poprawić ich jakość, a tym samym zwiększyć dostępność opieki zdrowotnej. Jest ona rzeczywiście lepsza niż dawniej, choć w dalszym ciągu nie jest idealna. Szpitale mieszczą się w większych miastach. Wielu ludzi mieszkających na wsi ciągle korzysta z medycyny naturalnej, oferowanej przez szamanów i znachorów.

## Historia

### Czasy najnowsze
Granice regionu zostały ostatecznie ustalone po uzyskaniu przez Kamerun niepodległości w 1961. W 1972 przeniesiono stolicę z Doumé do Bertoua. Region jest zaniedbywany gospodarczo i politycznie.